# Reação de Nozaki-Hiyama-Kishi
A reação de Nozaki-Hiyama-Kishi é uma reação de acoplamento catalisada por níquel/cromo formando um álcool a partir da reação de um aldeído com um haleto de alila ou vinila. Em sua publicação original de 1977, Tamejiro Hiyama e Hitoshi Nozaki relataram a reação de uma solução salina de cromo (II) preparada pela redução de cloreto crômico por hidreto de alumínio e lítio com benzaldeído e cloreto de alila:
Em comparação com as reações de Grignard, esse acoplamento é muito seletivo para aldeídos com grande tolerância para uma gama de grupos funcionais como cetonas, ésteres, amidas e nitrilas. A reação com compostos carbonílicos α,β-insaturados fornecem exclusivamente produtos de adição simples. Exemplos de solventes utilizados são DMF e DMSO. Um requisito do solvente é solubilizar os sais de cromo. A reação de Nozaki-Hiyama-Kishi é um método útil para o preparo de anéis de tamanho médio.
Em 1983, a abrangência da reação foi estendida pelos mesmos autores para incluir haletos ou triflatos de vinila e haletos de arila. Observou-se que o sucesso da reação dependia da fonte de cloreto de cromo (II) e, em 1986, descobriu-se que isso se devia a impurezas de níquel. Desde então, o cloreto de níquel (II) é usado como cocatalisador.

No mesmo ano, Yoshito Kishi et al. descobriram independentemente os efeitos benéficos do níquel em sua busca pela palitoxina:
Verificou-se também que o acetato de paládio é um cocatalisador eficaz.

## Mecanismo reacional
O níquel é o real catalisador quando pequenas quantidades de sal de níquel são adicionadas à reação. Cloreto de níquel (II) é, primeiramente, reduzido a níquel (0) com 2 equivalentes de cloreto de cromo (II) (o qual atua como catalisador de sacrifício) originando cloreto de cromo (III). A etapa posterior é a adição oxidativa de níquel em meio à ligação carbono-haleto, formando-se um intermediário alquilníquel R–Ni(II)–X, seguida por uma etapa de transmetalação, ocorrendo a substituição do NiX por um grupo Cr (III) para formarem-se um alquilcromo intermediário R–Cr(III)–X e Ni(II) regenerador. O alquilcromo reage com o grupo carbonila numa adição nucleofílica.
A quantidade de níquel utilizada deve ser baixa para evitar um acoplamento lateral direto de um alceno a um dieno.